# كثرة الحطاطات الضمورية الخبيثة
داء ديغو (بالإنجليزية: Degos disease) أو المسمى بالحطاط الضموري الخبيث هو اعتلال وعائي نادر يصيب الأوردة والشرايين وينتج عنه انسداد الأوعية الدموية واحتشاء الأنسجة.
قد يصيب هذا الاعتلال الأوعية الدموية المسؤولة عن نقل الدم إلى كل من الجلد والقناة الهضمية والجهاز العصبي فيصاب المريض بأحد الأمراض التالية: الإقفار (إقفار المساريق أو إقفار الشبكية) أو الآفات الجلدية المزمنة أو أمراض العين أو النوبات القلبية أو أمراض العمود الفقري أو التهاب الأعصاب المتعددة أو الصرع أو الصداع أو اضطرابات الإدراك.
إن نتائج هذا المرض قد تكون مميتة حيث يعيش المريض المصاب به فترة تتراوح ما بين سنتين إلى ثلاث سنوات، ولكن بعضهم قد يصابون بورم حميد لا يؤثر إلا على الجلد. هناك أقل من 50 شخص مصاب في العالم بهذا المرض كما لم يذكر سوى 200 حالة في السجلات الطبية. إن خيارات علاج هذا المرض وآثاره محدودة حيث يشمل العلاج على وصف أدوية مضادة للصفيحات وأخرى مانعة للتخثر إضافة إلى أدوية مثبطة للمناعة. وجد الباحثون بأن هذا المرض هو نتيجة لعدد من الاضطرابات الوعائية.
نسب هذا المرض إلى روبرت ديغو الذي تعرف عليه في سنة 1942 بعد أن وصفه كوليميير سنة 1941.

## الأعراض والعلامات
الأعراض المميزة لمرض كثرة الحطاطات الضمورية الخبيثة هي تطور الحطاطات. في البداية، قد يعاني المرضى من آفات جلدية أو طفح جلدي، وسيطورون بعد ذلك نتوءات أو حطاطات مميزة. الحطاطات دائرية الشكل ولها مركز أبيض بورسليني وحدود حمراء. بعد مرور فترة معينة على ظهور الحطاطات، ستظهر مراكزها بلون أبيض وترتفع عن سطح الجلد عند حدودها فقط. عادة، يتراوح عرض الحطاطات من 0.5 إلى 1 سم. تظهر الحطاطات على الجذع والأطراف العلوية ولا تظهر على راحة اليد أو باطن القدم أو فروة الرأس أو الوجه.
تختلف الأعراض، اعتمادًا على ما إذا كان الفرد مصابًا بشكل حميد أو خبيث للمرض. تتطور الحطاطات في كل من الأشكال الحميدة والخبيثة بشكل مختلف. الأفراد الذين يعانون من الشكل الحميد لديهم حطاطات نموذجية تستمر في أي مكان تظهر فيه من بضع سنوات إلى طوال حياتهم. لا تتأثر أي أعضاء داخلية في الشكل الحميد. في حال إصابة المريض بالشكل الخبيث، سيعاني من حطاطات وإصابات في الأعضاء الداخلية. تشمل معظم الحالات الخبيثة مشاكل في الجهاز الهضمي مثل آفات الأمعاء الدقيقة وآلام البطن والإسهال وانثقاب الأمعاء. قد تشمل الأعراض عند إصابة الجهاز العصبي المركزي الصداع، والدوخة، والنوبات المرضية، وشلل الأعصاب القحفية، والضعف، والسكتة الدماغية، وتموّت مناطق صغيرة من الدماغ بسبب انسداد الشريان (احتشاء دماغي، ونزيف دماغي). القلب والرئتان والكليتان من الأعضاء الأخرى التي تتأثر بشكل شائع. تشمل الأعراض التي قد تتطور نتيجة إصابة هذه الأعضاء الرؤية المزدوجة (ازدواج الرؤية)، وتغيم عدسات العين، وتورم القرص البصري (وذمة حليمة العصب البصري)، وفقد جزئي للرؤية، وضيق في التنفس، وألم في الصدر، والصرع، وزيادة سماكة غشاء التامور.
قد يصاب مريض الشكل الحميد فجأة بأعراض الشكل الخبيث. قد تستمر الأعراض في أي مكان من بضعة أسابيع إلى عدة سنوات. يبدأ ظهور الأعراض عادةً في الظهور بين سن 20-50. وُوصفت حالات قليلة من كثرة الحطاطات الضمورية الخبيثة عند الأطفال حديثي الولادة.

## العلاج
لا يوجد طريقة علاج فعالة لحالة كثرة الحطاطات الضمورية الخبيثة؛ وذلك نتيجة لنقص المعرفة حول الآلية الكامنة وراء المرض. علاج هذه الحالة عبر تدبير الأعراض. ومع ذلك اختُبرت العديد من طرق العلاج وما زالت قيد التطوير، فقد اكتشف العلماء مع الوقت المزيد من المعلومات المتعلقة بالحالة. جُرّبت الأنظمة العلاجية الحالة للفيبرين والمناعة ووجد أنها غير ناجحة في الغالب كطرق علاج.
بعد علاج الحالات المرضية المرافقة لكثرة الحطاطات الضمورية الخبيثة، وجد الأطباء مؤخرًا تحسنًا في الأعراض عند استخدام عقار إيكوليزوماب وتريبروستينيل. اكتشفت طبيبة الأمراض الجلدية، سينثيا ماجرو، أن الاستجابة لعقار إيكوليزوماب غالبًا ما يكون فوريًا وفعالًا، ولكنه محدود المدة ومكلف، ويحتاج إلى الحقن كل 14 يومًا. لوحظت بعض الحالات التي يؤدي استخدام تريبروستينيل فيها إلى علاج أعراض الجهاز الهضمي والجهاز العصبي المركزي والتخلص من الآفات الجلدية أيضًا، ولكن التقارير محدودة عنه. قد يكون تريبروستينيل أكثر فاعلية من موسعات الأوعية الدموية الأخرى لأنه يزيد أيضًا من عدد الخلايا البطانية المنتشرة، مما يسمح بتكوين الأوعية.

## وصلات خارجية
- http://www.arabmedmag.com/general/issue-09-18/general01.htm
- http://www.degosdisease.com/ نسخة محفوظة 25 ديسمبر 2010 على موقع واي باك مشين.
- http://www.thedoctorsdoctor.com/diseases/degos_disease.htm
- http://www.dermaamin.com/site/histopathology-of-the-skin/56-d/1661-degos-disease-malignant-atrophic-papulosis-.html